# Diecezja Uijeongbu
Diecezja Uijeongbu (łac. Dioecesis Uiiongbuensis, kor. 천주교 의정부교구) – rzymskokatolicka diecezja ze stolicą w Uijeongbu, w Korei Południowej. Biskupi Uijeongbu są sufraganami arcybiskupów seulskich.
31 grudnia 2010 w diecezji służyło 194 kapłanów, z czego 192 było Koreańczykami a 2 obcokrajowcami. W seminarium duchownym kształciło się 59 alumnów.
W 2022 w diecezji służyło 40 braci i 264 siostry zakonne.
Kościół katolicki na terenie diecezji prowadzi 26 instytucji pomocy społecznej.

## Historia
24 czerwca 2004 papież Jan Paweł II bullą Animarum saluti erygował diecezję Uijeongbu. Dotychczas wierni z tych terenów należeli do archidiecezji seulskiej.
Po powstaniu diecezji Uijeongbu archidiecezja seulska wysłała 172 swych księży do pracy wśród tamtejszej ludności.

## Biskupi Uijeongbu
- Joseph Lee Han-taek SI (2004 - 2010)
- Peter Lee Ki-heon (2010 - 2024)
- Benedictus Son Hee-song (od 2024)